# Giancarlo Coraggio
Giancarlo Coraggio (Napoli, 16 dicembre 1940) è un magistrato italiano, presidente del Consiglio di Stato dal 7 febbraio 2012 al 27 gennaio 2013, giudice della Corte costituzionale della Repubblica Italiana dal 2013 al 2022, nonché Presidente della stessa corte dal 18 dicembre 2020 al 28 gennaio 2022.

## Biografia
Laureato in giurisprudenza, è entrato in magistratura nel 1965. Nel 1969 è passato alla Corte dei conti, dove ha ricoperto il ruolo di sostituto procuratore generale fino al 1975.
Nel 1973 è entrato per concorso al Consiglio di Stato; è stato presidente del TAR delle Marche e poi della Campania.

### Presidente del Consiglio di Stato
L'8 ottobre 2010 è diventato presidente aggiunto del Consiglio di Stato, di cui è stato poi nominato presidente dal Presidente della Repubblica Giorgio Napolitano il 24 gennaio 2012, insediandosi il successivo 7 febbraio. È rimasto in carica fino al 27 gennaio 2013.

### Presidente della Corte di giustizia federale
È stato presidente della Corte di giustizia federale (massimo organo di giustizia nel calcio) dalla sua costituzione nel 2007 al gennaio 2012.

### Giudice costituzionale
Il 29 novembre 2012 è stato eletto al ballottaggio giudice costituzionale dai giudici amministrativi del Consiglio di Stato in sostituzione di Alfonso Quaranta; ha giurato il 28 gennaio 2013 dinanzi al Presidente della Repubblica.
Il 16 settembre 2020 è stato nominato vicepresidente della Corte costituzionale dal neoeletto presidente Mario Rosario Morelli. Il 18 dicembre 2020 è stato eletto all'unanimità presidente della stessa corte, carica mantenuta fino alla scadenza del mandato di giudice della Corte il 28 gennaio 2022.